# Данскер

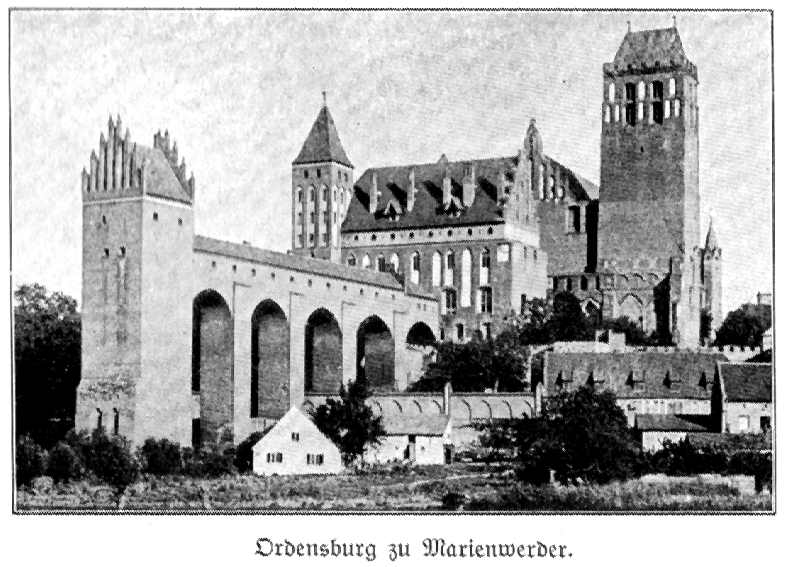
Замок Квідзин. Попереду — башта-данскер

Да́нскер (нім. Dansker) — оборонна споруда в замках-конвентах Тевтонського ордену у формі еркера чи сильно висунутої за периметр захисту вежі та галереї-ходу до неї; також використовувався як туалет.
Вежі-данскери в  прусських замках-конвентах часто характеризують, як дуже досконалий захисний елемент. Адже мало хто може уявити, що лицарі будуть витрачати таку величезну кількість матеріальних ресурсів, щоб скласти собі туалет. Цей феномен, однак, пояснюється особливою культурою чернечого лицарського ордена.
Назва данскера походить від сатиричного порівняння лицарями своєї вбиральні з містом Данцигом (сучасний Гданськ), який повстав проти правління Тевтонського Ордена і перейшов під юрисдикцію Польщі.

## Галерея
|  |  |  |  |